# Acanthoscelidius utahensis
Espèce
Acanthoscelidius utahensis est une espèce d'insectes coléoptères appartenant à la famille des Curculionidae.